# 寻甸白鱼
寻甸白鱼（学名：Anabarilius xundianensis）为輻鰭魚綱鯉形目鯝科白鱼属的鱼类。在中国，分布于寻甸清水海等，常见于水体中上层。该物种的模式产地在寻甸清水海。體長可達27公分。

## 扩展阅读
維基物種上的相關：寻甸白鱼